# Евроокруг
Евроокруг (англ. Eurodistrict) — форма европейской интеграции, городская агломерация, расположенная на приграничных территориях двух или нескольких стран Европы; в рамках данного образования осуществляется интеграционное сотрудничество между входящими в его состав городами (коммунами) — в частности, с целью совершенствования транспортных коммуникаций для людей, живущих и работающих по разные стороны границы.
К самым первым евроокругам относятся:
- «Страсбур-Ортенау» — включает французский город Страсбур, немецкие Кель и Оффенбург;
- «Фрайбург—Эльзас» (Германия—Франция);
- «Лилль—Кортрейк» (Франция—Бельгия);
- «Саар—Мозель» (Германия—Франция);
- «Базель (Швейцария) — Леррах — Вайль-на-Рейне (оба — Германия) — Сен-Луи (Франция)».